# 阿勒根氏
阿勒根氏是中国历史上女真族姓氏。金朝有刑部尚书阿勒根彦忠及將領阿勒根沒都魯等，後來滿族的珠爾根姓便源自於阿勒根姓。现代已无此姓。

## 延伸阅读
[在维基数据编辑]
 《欽定古今圖書集成·明倫彙編·氏族典·阿勒根姓部》，出自陈梦雷《古今圖書集成》